# Байру, Франсуа
Франсуа́ Рене́ Жан Люсье́н Байру́ (фр. François René Jean Lucien Bayrou, окс. Francés Vairon; род. 25 мая 1951, Бордер) — французский писатель, политический и государственный деятель. Основатель и лидер партии «Демократическое движение». Премьер-министр Франции с 13 декабря 2024 года. В прошлом — министр юстиции Франции, министр образования, председатель «Союза за французскую демократию» (СФД) и кандидат на пост президента Франции на президентских выборах 2002, 2007 и 2012 годов. Кроме того, Байру является сопредседателем Европейской демократической партии.

## Биография
Байру родился в семье небогатого фермера. Учил классическую литературу в университете Бордо III, который окончил в возрасте 23 лет. В 1982 году Байру вступил в право-либеральный Союз за французскую демократию, был избран от него депутатом генерального совета департамента Пиренеи Атлантические. Байру придерживается христианско-демократических взглядов и называет себя верующим католиком, однако приверженцем отделения религии от государства.
С 1979 до 1981 года он был высокопоставленным чиновником в министерстве сельского хозяйства, где выступал за ликвидацию безграмотности. После этого работал у председателя сената Алена Поэра. С 1984 по 1986 год был советником председателя европейского парламента Пьера Пфлимлена. До 1993 года возглавлял парламентскую группу по борьбе против безграмотности.
После победы на выборах правых либералов под руководством Эдуара Балладюра в 1993 году, Байру был приглашён в правительство в качестве министра образования. Во время его пребывания на этом посту были проведены серьёзные реформы во французской системе образования. Свой пост Байру сохранил и после того, как в 1995 году новым премьер-министром стал Ален Жюппе, который пополнил полномочия Байру сферой науки.
Политической целью Байру было создание центристской политической силы, способной на равных противостоять голлистам с правого фланга политического спектра. На своём посту министра образования и науки он оставался до 4 июня 1997 года, когда его преемником стал Клод Аллегре.
В 1998 году был избран председателем Союза за французскую демократию. Члены партии выступали за:
- создание социально ориентированной рыночной экономики,
- всемерно развитие и защита индивидуальной свободы,
- усиление социальной терпимости и политкорректности,
- дальнейшее продвижение по пути децентрализации унитарного государства,
- отказ от любого сотрудничества с ультраправыми партиями и группами.

Год спустя принимал участие в выборах в европейский парламент, став депутатом в Страсбурге. Участвовал в качестве кандидата от своей партии на президентских выборах во Франции 2002 года. Его результатом стало четвёртое место с 6,8 % голосов.
В том же году либеральные центристы раскололись, так как их часть была готова влиться в проект новой сильной консервативной партии Союз за народное движение (UMP) для поддержки действующего президента Жака Ширака, в то время как Байру хотел сохранить независимость СФД. Байру сложил свои полномочия как депутат Европарламента, чтобы стать депутатом французского парламента. Однако на региональных выборах в Аквитании он потерпел поражение против кандидата от СФД. Однако на выборах в Европарламент его партия смогла получить 12 %.
В предвыборной гонке к президентским выборам 2007 года, согласно опросам, ему в течение нескольких недель удался взлёт от бесперспективного нишевого кандидата до серьёзного претендента на пост президента. Байру выступает как центристская альтернатива конкурентке от левых сил Сеголен Руаяль и консерватору Николя Саркози. В ходе предвыборной борьбы он назвал Европейский союз «самой красивой конструкцией человечества». В общеевропейских вопросах он высказывается против принятия Турции в ЕС и за принятие европейской конституции. Он против упоминания в конституции о Боге, так как по его словам религия и закон не должны смешиваться.
В 2008 году Байру принял участие в выборах на пост мэра города По, однако потерпел поражение, уступив с небольшим количеством голосов кандидату от социалистов Мартин Кассу.
Принял участие в президентских выборах 2012 года, на них он получил 9,13 % голосов в первом туре, заняв пятое место. Во втором туре он решил голосовать за Франсуа Олланда. При этом сам Байру не стал призвать своих сторонников голосовать за Саркози или за Олланда, отметив, что в Демократическом движении много расхожих мнений.
17 мая 2017 года получил портфель министра юстиции в первом правительстве Эдуара Филиппа.
21 июня 2017 года отказался от участия в формируемом по итогам парламентских выборов втором правительстве Филиппа.
13 декабря 2024 года назначен новым премьер-министром Франции.
23 декабря 2024 года сформировано правительство Байру.
16 февраля 2025 года первый секретарь Социалистической партии Оливье Фор заявил, что, если Франсуа Байру в той или иной форме причастен к сокрытию систематического сексуального насилия над несовершеннолетними в частной католической школе Нотр-Дам-де-Бетаррам в городе Лестель-Бетаррам, он должен уйти в отставку. Злоупотребления в учебном заведении относятся к периоду 1970—1990 годов, и в период расследования Байру являлся министром просвещения, председателем генерального совета департамента Атлантические Пиренеи и депутатом Национального собрания (всего подано около 100 исков). По словам самого Байру, он никогда не получал никакой информации по данному делу.
Байру является автором многих исторических трудов, в том числе биографии французского короля Генриха IV. Он женат, имеет шесть детей и двенадцать внуков.

## Труды

### Исторические
- Le roi libre. — Paris : Flammarion, 1994 — ISBN 2-08-066821-8
Le roi libre. — Paris: France loisirs, 1995 — ISBN 2-7242-8944-7
Le roi libre. — Paris : Éd. J’ai lu, 1996 — ISBN 2-277-24183-0
Henri IV. — Paris: Perrin jeunesse, 1998 — ISBN 2-262-01301-2
Henri IV: le roi libre. — Paris: Flammarion, 1999 — ISBN 2-08-067725-X
- Saint-Louis. — Paris : Flammarion, 1997 — ISBN 2-08-067208-8
- Ils portaient l'écharpe blanche: l’aventure des premiers réformés, des Guerres de religion à l'édit de Nantes, de la Révocation à la Révolution. — Paris: B. Grasset, 1998 — ISBN 2-246-55981-2
Ils portaient l'écharpe blanche: l’aventure des premiers réformés, des Guerres de religion à l'édit de Nantes, de la Révocation à la Révolution. — Paris: Librairie générale française, 2000 — ISBN 2-253-14779-6

### Политические
- La Décennie des mal-appris. — Paris: Flammarion, 1990 — ISBN 2-08-066472-7
- Le droit au sens. — Paris: Flammarion, 1996 — ISBN 2-08-067204-5
- Bayrou, François; Pierre-Brossolette, Sylvie : Hors des sentiers battus: entretiens avec Sylvie Pierre-Brossolette. — Paris: Hachette littératures, 1999 — ISBN 2-01-235258-8
- François Bayrou, Qui êtes-vous? Que proposez-vous? — Paris: Archipel, 2001 — ISBN 2-84187-283-1
- Relève. — Paris: Grasset, 2001 — ISBN 2-246-61821-5
- Oui: Plaidoyer pour la Constitution européenne. — Paris: Plon, 2005 — ISBN 2-259-20183-0
- Au nom du Tiers-État. Hachette Littératures 2006, ISBN 2-01-237250-3
- Projet d’Espoir. Plon 2007, ISBN 2-259-20162-8